# Rotimi Fani-Kayode
Oluwarotimi (Rotimi) Adebiyi Wahab Fani-Kayode, född i april 1955 i Lagos, död 21 december 1989 i London, var en nigeriansk fotograf, främst verksam i Storbritannien. Utifrån den svarte mannens kropp undersökte han i sin konst frågor kring identitet, ras, sexualitet och etnicitet genom iscensatta porträtt och kompositioner. Hans främsta verk skapade under perioden 1982-1989.

## Biografi
Rotimi Fani-Kayode föddes i Lagos, Nigeria i april 1955, som andra barnet till hövdingen Babaremilekun Adetokunboh Fani-Kayode och hans fru Adia Adunni Fani-Kayode. Hans yngre bror Femi Fani-Kayode blev sedermera nigeriansk politiker och var under en period Nigerias Minister för flygtransport. Denna framstående yorubafamilj flyttade 1966 till Brighton i England på grund av en militärkupp och det stundande inbördeskriget. I England fortsatte Fani-Kayode sina studier, bland annat på Seabright College och Millfield, och flyttade 1976 till USA för att avsluta sin utbildning. Där studerade han konst och ekonomi och blev BA vid Georgetown University i Washington DC och MFA vid Pratt Institute, New York, i konst och fotografi. 1983 återvände han till Storbritannien där han var verksam fram till sin död 1989. Han dog på ett sjukhus i London 1989 av en hjärtattack till följd av AIDS. Då bodde han i Brixton i London tillsammans med sin partner och konstnärskollega Alex Hirst.

## Arbete
I sin konst undersökte Rotimi Fani-Kayode sexualitet racism, kolonialism och det spänningsfält och de konflikter som uppstod till följd av hans egen homosexualitet och hans uppväxt i Yoruba-kulturen. På dessa teman gjorde han ett flertal iscensatta fotografiska serier i både färg och svartvitt, och var på många sätt en föregångare i sitt sätt att arbeta kring frågor om identitet. Han började ställa ut 1984 och var engagerad i nio större utställningar fram till sin död. Efter sin död har hans verk ställts ut världen över. 1987 grundade han, tillsammans med Mark Sealy AUTOGRAPH ABP och verkade som deras första ordförande. Han var även verksam inom The Black Audio Film Collective.